# Tehillim (Reich)
Tehillim è una composizione del compositore statunitense Steve Reich, scritta nel 1981.
Il titolo è la traslitterazione del nome ebraico del libro dei salmi, e quest'opera è la prima a riflettere la sua discendenza ebraica. È divisa in quattro sezioni: veloce, veloce, piano e veloce: queste quattro parti sono basate su quattro testi del Libro dei Salmi.